# Steven Jay Russell
Steven Jay Russell (* 14. September 1957 in Virginia Beach) ist ein US-amerikanischer Trickbetrüger und Hochstapler, der mehrere Male aus dem Gefängnis ausgebrochen ist.

## Leben
Russell hat im Laufe seines Lebens zahlreiche Spitznamen erhalten, darunter z. B. „Houdini“ und „King Con“ („König der Schwindler“). Sein IQ soll 163 betragen.
Aufgrund seines autoritären, selbstsicheren Auftretens und seiner Gerissenheit konnte Russell sich mehrmals erfolgreich als Richter, Finanzchef, Arzt, Millionär oder Polizist ausgeben und so zahlreiche Banken- und Versicherungsbetrügereien verüben. Unter anderem gab sich Russell am 20. März 1998 als Millionär aus Virginia aus, um ein Darlehen in Höhe von 75.000 USD von der NationsBank in Dallas zu legitimieren. Als Bankangestellte misstrauisch wurden und die Polizei alarmiert wurde, täuschte Russell einen Herzinfarkt vor und wurde anschließend ins Krankenhaus gebracht. Obwohl dort unter Aufsicht gestellt, gelang es ihm mit seinem Mobiltelefon die Verwaltung des Krankenhauses anzurufen, sich als FBI-Agent auszugeben und seine eigene Freilassung zu veranlassen. US-Marshals stellten Russell später in Florida, wo sie ihn am 5. April 1998 festnahmen, als er ein Fax in Empfang nehmen wollte.
Im Laufe seiner Karriere als Betrüger mit mehreren Verhaftungen entkam Russell gewaltfrei insgesamt zweimal aus einem County-Gefängnis, zweimal aus einem Hochsicherheitsgefängnis und einmal aus einem bewachten Krankenhaus. Seit 2010 ist Russell im texanischen Gefängnis Allan B. Polunsky Unit 23 Stunden am Tag eingesperrt, mit nur einer freien Stunde pro Tag zum Duschen und Trainieren. Seine aktuell letzte Verurteilung sieht als Strafmaß eine Haftstrafe bis zum 13. März 2113 vor. Dies entspricht 144 Jahren, wobei 99 Jahre auf die Fluchtversuche und 45 Jahre auf die originären Betrügereien entfallen. Der frühestmögliche Bewährungstermin ist der 15. Dezember 2020.
Am 7. Februar 2023 wurde Russells Antrag auf Haftentlassung stattgegeben. Am 11. Juli 2024 wurde er entlassen.
Russells Geschichte wurde 2009 mit der Komödie I Love You Phillip Morris verfilmt.